# 640 (číslo)
Šest set čtyřicet je přirozené číslo. Následuje po čísle šest set třicet devět a předchází číslu šest set čtyřicet jedna. Římskými číslicemi se zapisuje DCXL a řeckými číslicemi χμ. 

## Matematika
640 je:
- Abundantní číslo
- Složené číslo
- Nešťastné číslo

## Astronomie
- (640) Brambilla je planetka hlavního pásu, kterou objevil v roce 1907 August Kopff

## Roky
- 640
- 640 př. n. l.